# Cincinnati Open 1996
Il Cincinnati Open 1996 (conosciuto anche come Great American Insurance ATP Championship per motivi di sponsorizzazione) è stato un torneo di tennis giocato sul cemento. È stata la 95ª edizione del Cincinnati Open, che fa parte della categoria Super 9 nell'ambito dell'ATP Tour 1996. Il torneo si è giocato a Cincinnati in Ohio negli USA, dal 5 al 12 agosto 1996.

## Campioni

### Singolare
Andre Agassi ha battuto in finale  Michael Chang con il punteggio di 7–6(6), 6–4

### Doppio
Mark Knowles /  Daniel Nestor hanno battuto in finale  Sandon Stolle /  Cyril Suk con il punteggio di 6–2, 7–5